# Лівійська кухня

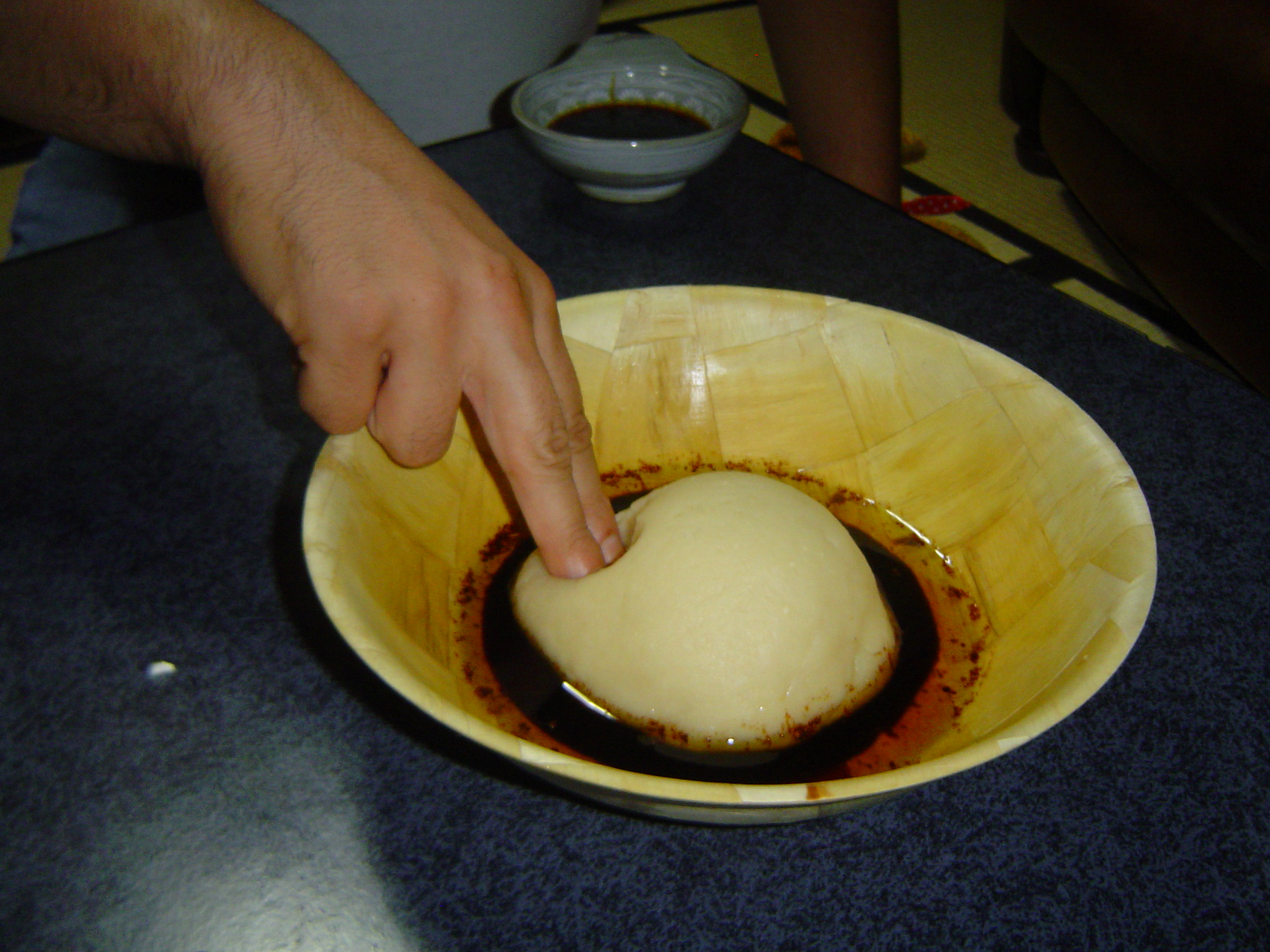
Лівійська Асіда подається з фініковим медом і топленим баранячим маслом. Традиційний спосіб їсти лівійську Асіда — це є вказівним і середнім пальцями правої руки.

Лівійська кухня — кулінарні традиції Лівії та населяючих її народів.
Лівійська кухня багато в чому заснована на традиціях середземноморської,  північноафриканської та берберської кухонь. Одне з найпопулярніших лівійських страв — базин, це прісний хліб, приготований з ячменю, води та солі. Базин готується шляхом кип'ятіння ячмінного борошна у воді, а потім збивання його для створення тіста з використанням маграфу — унікальної палички, призначеної для цієї мети. Вживання свинини в Лівії заборонено відповідно до шаріату — релігійних законів ісламу .
У Триполі, столиці Лівії, на кухню особливо вплинула італійська кухня . Паста є звичайним явищем; доступні багато страв з морепродуктів. Південно-лівійська кухня більш традиційно арабська і берберська. Загальні фрукти і овочі містять інжир, фініки, апельсини, абрикоси та оливки .

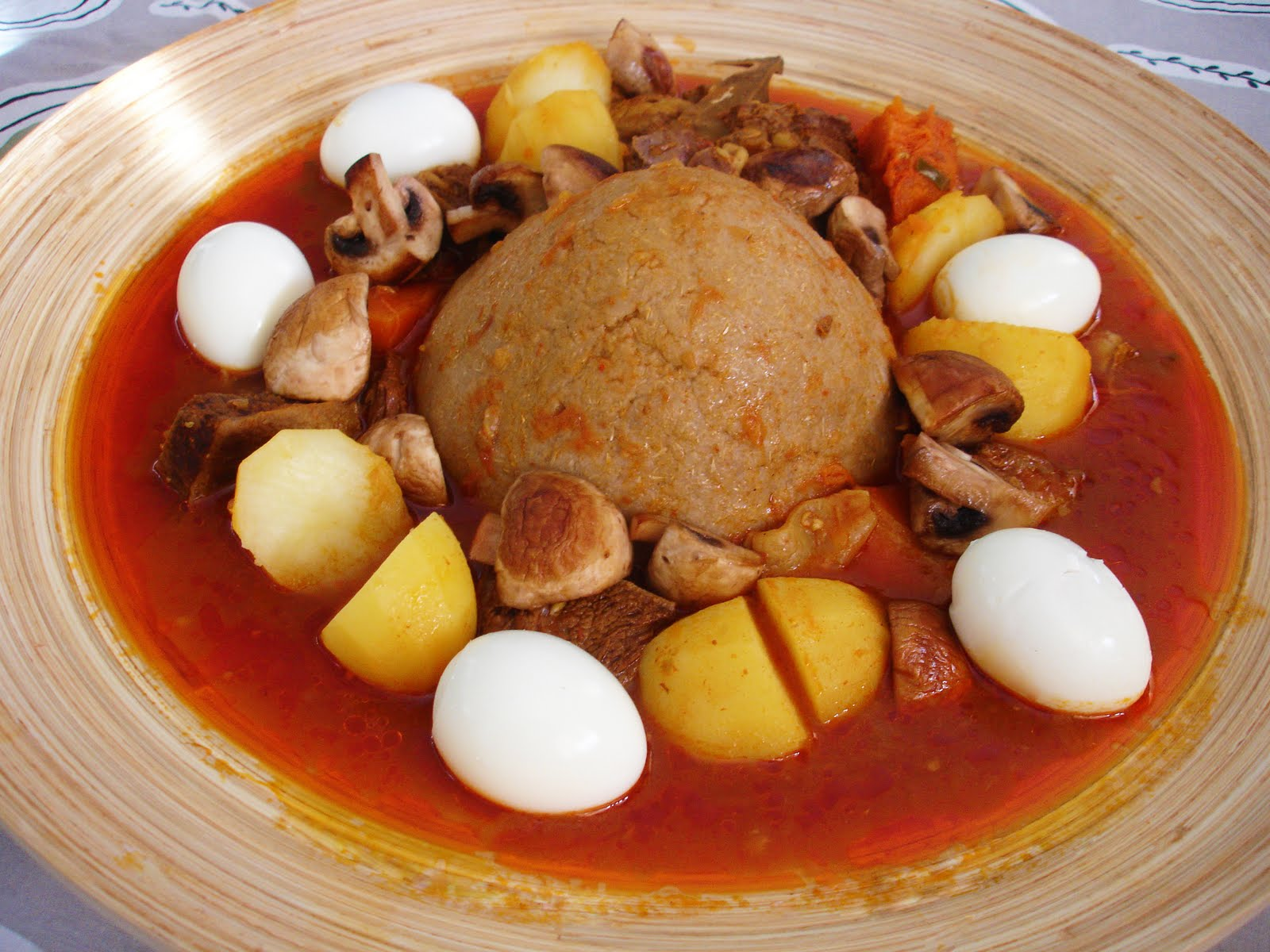
Хліб базин подається з тушкованим м'ясом і цілими яйцями, звареними вкруту

## Найпоширеніші продукти та страви
Хліб базин — це звичайна лівійська їжа, приготована з ячмінного борошна і невеликої кількості борошна, яке кип'ятять в підсоленій воді, щоб вийшло тверде тісто, а потім формують округлий гладкий купол, поміщений в середину страви. Соус навколо тіста готується шляхом обсмажування нарізаної цибулі з м'ясом ягняти, куркумою, сіллю, каєнським перцем, чорним перцем, гуньбою, солодкою паприкою і томатною пастою. Також можна додати картоплю. Нарешті, яйця варять і розкладають навколо купола. Потім страва подається з лимоном і свіжим або маринованим перцем чилі, відомим як амсяр.

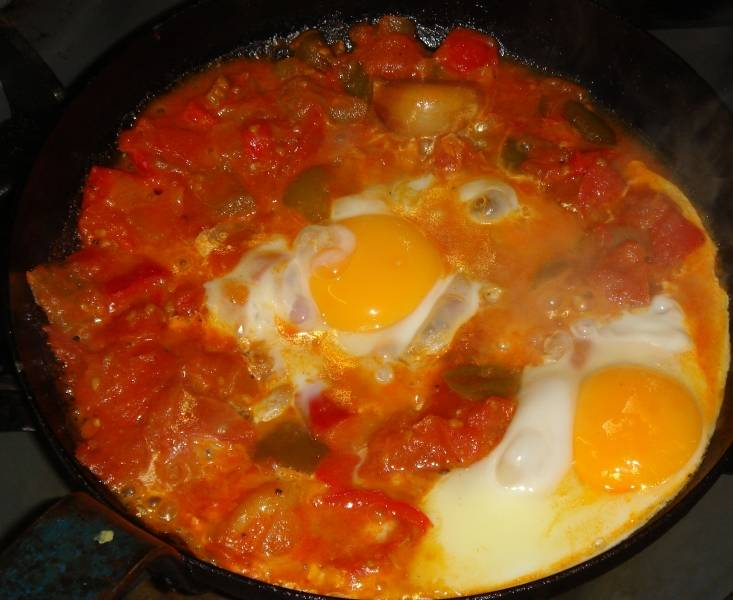
Шакшука

Батата мубаттана (картопля з начинкою) — ще одна популярна страва, яка складається з обсмажених шматочків картоплі, начинених пряним фаршем і покритих яйцем та панірувальними сухарями.

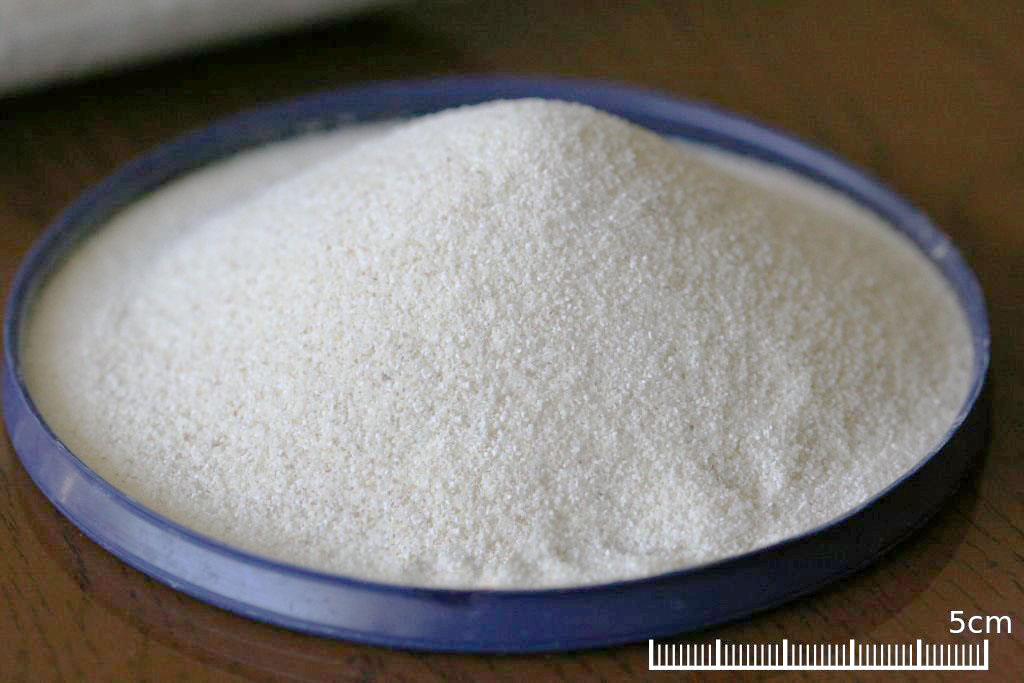
Манна крупа

Додаткові поширені продукти та страви:
- Асіда — страва зі звареного шматка тіста із пшеничного борошна, іноді з додаванням вершкового масла, меду (включаючи фініковий мед);
- Хліб [2], в тому числі коржі;
- Бурек, турновери;
- Куськус - північноафриканська страва з манної крупи;
- Пільпельчума[en] (або масір) — гострий соус, приготований з товченого солодкого і гострого перцю і подрібненого часнику;
- Грейба - здобне печиво [3];
- Харисса — гострий соус чилі, який зазвичай їдять в Північній Африці. Основні інгредієнти включають перець чилі, такий як пірі-пірі і серрано[en], та спеції, такі як часникова паста, коріандр, порошок червоного перцю чилі, кмин та оливкова олія [4];
- Хассан — тип підливи [3];
- Мхалбія — вид рисового пудингу;
- Баранина — м'ясо дорослої вівці [2];
- Руб (фініковий мед, фініковий сироп) — густий темно-коричневий, дуже солодкий сироп, який отримують із фініків або ріжкового дерева, який зазвичай використовується разом з асідою;
- Шакшука — страва, яка готується з використанням витриманої баранини або в'яленого м'яса ягняти в якості м'ясної основи; вважається традиційною стравою для сніданку;
- Шурпа — суп з баранини і овочів з м'ятою і томатною пастою [2];
- Таджин — ягня зі спеціями та соусом з помідорів і паприки [2];
- Усбан[en] — традиційна лівійська ковбаса;

### Десерти та напої
- Макруд;
- Гориба;
- Макрун;
- Друа — (лівійський салеп з проса);
- Мафрука;
- Кнафе;
- Холодний пиріг або тирамісу;
- Мхалбія;
- Зуміта;
- Макруд;
- Мхалбія — вид рисового пудингу;
- Ливійський чай[en] — густий напій, який подають в невеликому склянці, часто з арахісом[2]. Також в Лівії доступний звичайна американська або британська кава («Nescafé»), вживаються безалкогольні напої та бутильована вода[2]. М'ятний чай Магрибі також є популярним напоєм.

Всі алкогольні напої заборонені в Лівії з 1969 року відповідно до шаріату. Однак нелегально ввезений алкоголь доступний на чорному ринку разом з домашнім спиртним напоєм під назвою боха. Він часто вживається з прохолодними напоями в якості міксера.